# 김경남 (정치인)
김경남(생년 미상 ~ )은 조선민주주의인민공화국의 정치인이다. 전 내각 상업상 겸 당 중앙검사위원회 위원이다.

## 경력
1998년 8월, 사회과학원 통일문제연구소 부소장에 임명되었다. 조선옷협회 부회장을 거쳐 당 중앙검사위원회 위원으로 선임되었다. 조국평화통일위원회 서기국 참사를 맡았으며, 2014년 4월 리성호 후임으로 조선민주주의인민공화국 내각 상업상에 임명되었다.